# Tonga Sports Association and National Olympic Committee
Das Tonga Sports Association and National Olympic Committee ist das Nationale Olympische Komitee, das Tonga beim Internationalen Olympischen Komitee vertritt. Es wurde 1963 gegründet und 1984 von IOC anerkannt.